# Nikobarkejsarduva
Nikobarkejsarduva (Ducula nicobarica) är en fågel i familjen duvor inom ordningen duvfåglar.

## Utseende
Nikobarkejsarduvan är en stor duva, lik nära släktingen grön kejsarduva med grått på huvud och undersida och mörk, enfärgad ovansida. Den skiljer sig genom att vara mörkare och mer blå- eller lilaglänsande snarare än grönglänsande ovan. Vidare är undergumpen brun eller grå, ej rödbrun.

## Utbredning och systematik
Fågeln förekommer enbart i ögruppen Nikobarerna. Tidigare betraktades den som en underart till grön kejsarduva, (Ducula aenea) och vissa gör det fortfarande. 

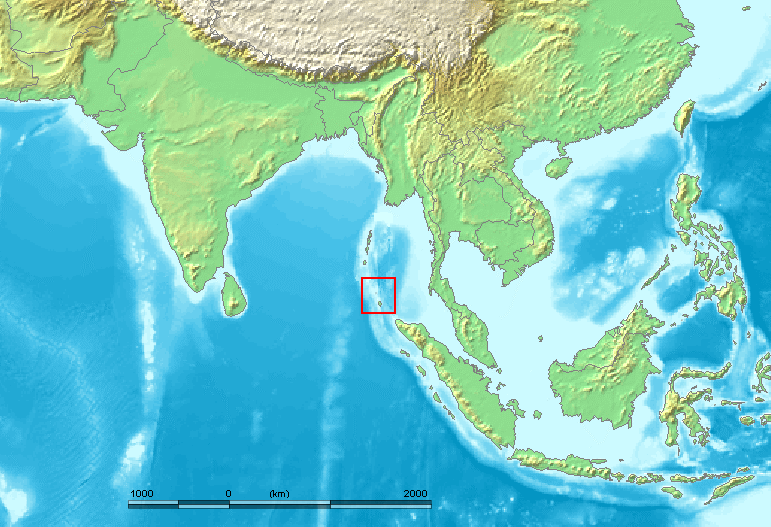
Fågeln är endemisk för Nikobarerna öster om Bengaliska viken.

## Status
Nikobarkejsarduvan har ett begränsat utbredningsområde. Internationella naturvårdsunionen IUCN kategoriserar den som nära hotad.